# Appia (męczennica)
Święta Appia, cs. Muczenica rawnoapostolnaja Apfija, ros. Равноапостольная Апфия (zm. w I wieku w Kolosach) – męczennica chrześcijańska, równa apostołom święta Kościoła prawosławnego.
Święta według tradycji miała być żoną apostoła Filemona i matką Archipa Apostoła. Jako jedna z pierwszych chrześcijanek przyjmowała w swoim domu wędrowców i chorych, z miłością im usługując. Była wierną pomocnicą męża w głoszeniu Słowa Bożego. W okresie prześladowań chrześcijan, w czasie rządów cesarza Nerona (lata 54–68), święci apostołowie Archip, Filemon i Appia zostali uwięzieni za głoszenie wiary w Chrystusa. Po torturach, św. Filemona i Appię zakopano po pas w ziemi i ukamienowano, Apostoł Archip został zarżnięty nożami.
Wspomnienie liturgiczne św. Appi obchodzone jest dwukrotnie razem ze świętymi Archipem i Filemonem:
- 19 lutego/4 marca[3], tj. 4 marca (lub 3 marca w roku przestępnym) według kalendarza gregoriańskiego,
- 22 listopada/5 grudnia, tj. 5 grudnia.